# European Green Deal

Die Mittel für den European Green Deal im EU-Haushalt, 2014–2020 sowie die Vorschläge der Kommission für 2021–2027. Quelle: Infrastrukturatlas 2020, Urheber: Appenzeller/Hecher/Sack, Lizenz: CC BY 4.0

Historische Entwicklung der CO₂-Emissionen in der EU-27

Der European Green Deal, auch europäischer Grüner Deal, ist ein von der Europäischen Kommission unter Ursula von der Leyen am 11. Dezember 2019 vorgestelltes Konzept mit dem Ziel, bis 2050 in der Europäischen Union die Netto-Emissionen von Treibhausgasen auf null zu reduzieren und somit als erster „Kontinent“ klimaneutral zu werden. Der European Green Deal ist eine der sechs Prioritäten der Kommission von der Leyen I. Der Green Deal soll zentraler Bestandteil der Klimapolitik der Europäischen Union werden.

## Maßnahmen
Der European Green Deal umfasst eine Reihe von Maßnahmen in den Bereichen Finanzmarktregulierung (sustainable finance), Energieversorgung, Verkehr, Handel, Industrie sowie Land- und Forstwirtschaft. So soll das bisherige Ziel, die CO2-Emissionen der Europäischen Union im Vergleich zu 1990 bis 2030 um 40 Prozent zu reduzieren, auf eine Reduktion um 50 bis 55 Prozent verschärft werden. Hierzu sollen die EU-Mitgliedsstaaten bis 2023 ihre Klimapläne entsprechend anpassen. Ein entsprechendes Gesetz (Europäisches Klimagesetz) stellte die EU-Kommission am 4. März 2020 vor. Weiterhin sollen besonders betroffene Länder mit insgesamt 100 Milliarden Euro bei der Umstellung auf eine emissionsfreie Wirtschaft unterstützt werden. Auch der zweite Aktionsplan für die Kreislaufwirtschaft wurde im März 2020 präsentiert.
Am 17. September 2020 verschärfte die EU-Kommission das zunächst vorgesehene Reduktionsziel auf 55 % der Treibhausgasemissionen von 1990. Das Europäische Parlament forderte am 6. Oktober 2020 eine weitere Verschärfung auf 60 % Reduktion bis 2030 sowie die Schaffung eines unabhängigen, interdisziplinär zusammengesetzten Wissenschaftlichen Beirats für den Klimawandel. Am 21. April 2021 einigten sich das Europäische Parlament und der Rat der EU vorläufig über das europäische Klimaschutzgesetz. Mit der Zustimmung durch den Rat am 28. Juni 2021 wurde das Annahmeverfahren abgeschlossen. Verordnung (EU) 2021/1119 trat am 29. Juli 2021 in Kraft.
Mit dem „Mechanismus für einen gerechten Übergang“ (Just Transition Mechanism) sollen Regionen innerhalb der Europäischen Union, deren Wirtschaft überdurchschnittlich von fossilen Brennstoffen abhängig ist, dabei unterstützt werden, einen Übergang zu klimafreundlicheren Wirtschaftszweigen und Anreizen zum Aufbau einer Grünen Wirtschaft zu schaffen. 150 Milliarden Euro sollen von 2021 bis 2027 den am stärksten betroffenen Regionen zukommen.
Erste Gesetzesinitiativen zu einer höheren Bepreisung fossiler Energieträger sowie verschärften CO2-Grenzwerten sollten bis Juni 2020 vorliegen. Um Wettbewerbsnachteile und die Verlagerung von CO2-Emissionen in Nicht-EU-Staaten zu verhindern, hatte die Europäische Kommission das europäische CO2-Grenzausgleichssystem vorgeschlagen.
Mit der Verordnung (EU) 2020/852 (Taxonomieverordnung) vom 18. Juni 2020 wurde die weltweit erste „grüne Liste“ für nachhaltige Wirtschaftstätigkeiten geschaffen – ein neues gemeinsames Klassifizierungssystem mit einheitlichen Begrifflichkeiten, das Anleger verwenden können, wenn sie in Projekte und Wirtschaftstätigkeiten mit erheblichen positiven Klima- und Umweltauswirkungen investieren wollen. Die Verordnung soll dazu beitragen, dass die EU bis 2050 klimaneutral wird.
Im Leitfaden für das neue EU-Programm Erasmus+, der im März 2021 veröffentlicht wurde, wird der European Green Deal im Rahmen der Priorität „Environment and fight against climate change“ aufgegriffen.
Am 14. Juli 2021 stellt die Europäische Kommission unter der Bezeichnung „Fit for 55“ ein erstes Paket von reformierten und neuen EU-Richtlinien und -Verordnungen vor, mit denen die im European Green Deal verankerte Ziele erreicht werden sollen.

### Green Recovery
Als Green Recovery (deutsch Grüne Erholung, Grüner Aufschwung) werden Maßnahmen und Investitionen zur Stützung der Wirtschaft in der Wirtschaftskrise 2020 bezeichnet, wobei die Gestaltung eines Strukturwandels hin zu einer nachhaltigen Wirtschaft berücksichtigt werden soll.
Führende Ökonomen, darunter Nicholas Stern und Joseph E. Stiglitz veröffentlichten eine Analyse zur Wirksamkeit langfristig angelegter, klimafreundlicher Konjunkturanreize zur Überwindung der Wirtschaftskrise 2020. Auch die ökonomische Performance sei besser als bei anderen Maßnahmen.
Frans Timmermans, Kommissar für Klimaschutz der EU, begründete die Notwendigkeit eines klimafreundlichen Wiederaufbauprogramms auch mit der Generationengerechtigkeit: Die jetzt aufzunehmenden Kredite müssten von den kommenden Generationen getilgt werden, welche ein Interesse daran haben, in einer ökologisch intakten Welt leben zu können.
Der Entwurf des Konjunkturprogramms Next Generation EU der EU-Kommission, enthält Vorschläge, die den Green Deal „verstärken“ sollen. Doch durch das 750 Milliarden schwere Konjunkturpaket soll sich der Anteil am Gesamthaushalt, der in Klimaschutz investiert wird, nicht ändern.

### Just Transition Fund
Der Just Transition Fund (JTF) ist ein auf Grundlage des Artikels 175 AEUV geschaffenes Werkzeug, um gerechten regionalen Strukturwandel zur Klimaneutralität bis 2050 zu unterstützen. Ziel sind solche Regionen, die eine besondere Abhängigkeit von der Förderung oder Nutzung fossiler Primärenergieträger haben oder in hohem Maße Treibhausgase in industriellen Prozessen ausstoßen.

### REPowerEU
Im Mai 2022 legte die EU-Kommission den REPowerEU-Plan vor, mit dem auf die Störungen der globalen Energiemärkte durch den Russischen Überfall auf die Ukraine 2022 reagiert werden sollte. Gegenüber dem Fit for 55-Paket sollen insbesondere die Ziele zur Energieeffizienz angehoben und der Ausbau erneuerbarer Energien beschleunigt werden.

### Green Deal Industrial Plan
Als Reaktion auf beschlossene massive Subventionen der Vereinigten Staaten (im sogenannten Inflation Reduction Act) und der Volksrepublik China für klimafreundliche Technologien kündigte die Präsidentin der EU-Kommission, Ursula von der Leyen, auf dem Weltwirtschaftsforum in Davos im Januar 2023 Maßnahmen an, um die Wettbewerbsfähigkeit der europäischen Industrie zu erhalten. Am 1. Februar 2023 stellte die Kommission den Entwurf eines Industrieplans zum Grünen Deal (Green Deal Industrial Plan, umfasst u. a. den Net-Zero Industry Act) vor. Zur Unterstützung der Finanzierung schlug die Kommission die Errichtung eines Europäischen Souveränitätsfonds (European Sovereignty Fund) vor. Am 29. Juni 2024 trat der Net-Zero Industry Act in Kraft. Ziel des „Net Zero Industrial Acts“ soll es sein, gezielte Förderungen von sauberen Industrien und Technologien in der EU zu ermöglichen. Konkret sollen Technologien der Energiewende und sogenannte „strategische Cleantech-Technologien“ vorangetrieben und zur Marktreife gebracht werden, mit dem Ziel bis 2030 mindestens 40 % des europäischen Energiebedarfs zu decken. Das Gesetz soll Vereinfachungen der Produktionsbedingungen und erweiterte Fördermöglichkeiten geschaffen werden. Das Gesetz fördert neben Erneuerbaren Energien und alternativen Kraftstoffen auch Entwicklungen im Bereich der Kernkraft mit minimalen Abfällen, modulare Kleinreaktoren und geeignete „Best-in-class“-Brennstoffe.

### Begleitende Maßnahmen
Verträge zwischen der Europäischen Union und der Nachhaltigkeitslobby sollen laut Presseberichten Anfang 2025 zeigen, dass Nichtregierungsorganisationen Subventionsgelder aus dem milliardenschweren Klima- und Umweltfördertopf erhielten, um die Europäische Nachhaltigkeitspolitik voranzutreiben. Ähnliche Kritik kam von rechten Politikern wie Monika Hohlmeier und Alexander Bernhuber. Thomas Geisel vermisst hier Transparenz. Die Wochenzeitung Politico untersuchte 28 Verträge, die an NGOs vergeben wurden. Die Kommission selbst erwähnt in den Verträgen keine Verpflichtung zur Förderung des Green Deal.
Medienberichten Anfang Juni 2025 zufolge stimmten sich EU-Funktionäre und Aktivisten gemäß eines Welt-Artikels bis ins Detail miteinander ab. Die Öffentlichkeit soll von der Klimapolitik der EU überzeugt werden. Im Gegenzug seien Steuergelder in Millionenhöhe geflossen. Die EU-Kommission wies die Welt-Behauptungen zurück. Die Zeit hielt fest, es gebe „kaum Indizien für eine geheime Allianz aus Beamten und Aktivisten in Brüssel. Und schon gar nicht im Geheimen.“